# Griechischer Wein
Griechischer Wein ist ein Schlager aus dem Jahr 1974, den Udo Jürgens komponierte und sang. Den Text schrieb Michael Kunze. Produzent war Ralph Siegel.

## Entstehung

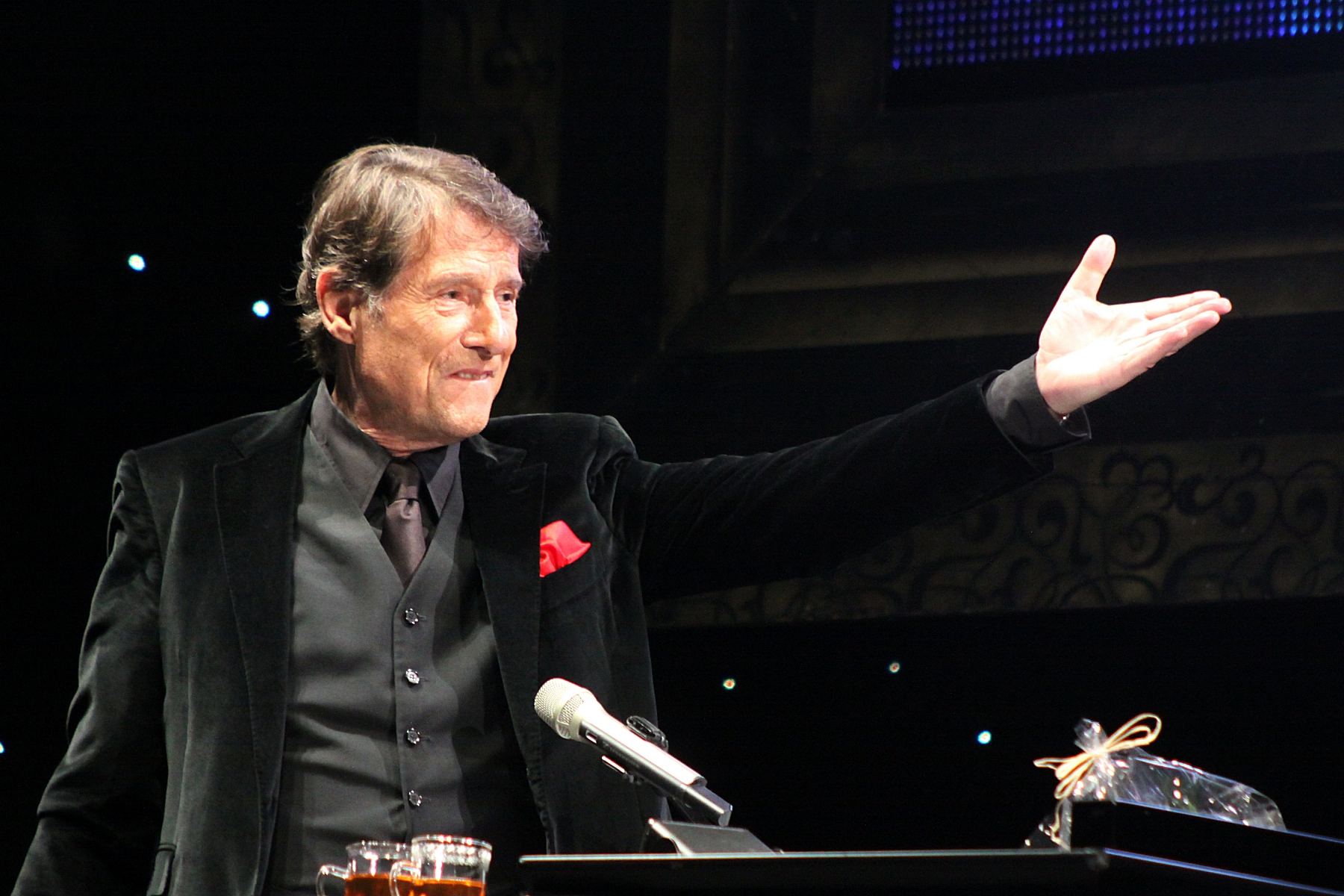
Udo Jürgens, Konzert im Jahr 2010

Die Melodie schrieb Udo Jürgens bereits 1972 nach einem Urlaub auf der griechischen Insel Rhodos, laut eigener Aussage in nur 20 Minuten. Er sei von Anfang an vom Erfolg des Liedes überzeugt gewesen, wie er der Wochenzeitung Die Zeit sagte: „Ich wusste sofort, es wird ein Knaller.“ Anschließend wartete er aber zwei Jahre lang auf einen passenden Text, denn die Autoren warteten zunächst nur mit Klischees auf – etwa mit dem Text „Sonja wach auf“. Erst Kunze hatte den Einfall, das Lied im Ruhrgebiet spielen zu lassen: „Es musste einfach im Ruhrgebiet spielen, damals in den Jahren der ersten Gastarbeiter aus Griechenland“.

## Inhalt
Das Lied beschreibt die Sehnsucht und das Heimweh griechischer Gastarbeiter in der Bundesrepublik Deutschland der 1970er-Jahre. Das erste Song-Ich des erzählenden Sängers tritt an einem dunklen, kühlen Abend in ein Wirtshaus ein und trifft auf „Männer mit braunen Augen und […] schwarzem Haar“. Es läuft „fremd[e] und südlich[e]“ Musik, und man lädt ihn zum Wein ein, bei dem er vom Heimweh und der Sehnsucht der Männer erfährt, aus der Fremde wieder zurück zu „grünen Hügeln, Meer und Wind“, zu Frau und Kind zu kommen. Die Traurigkeit und das Gefühl des den Refrain singenden zweiten Song-Ichs, einsam zu sein, werden verstärkt von dem Wein, dem „Blut der Erde“, und den „altvertrauten Liedern“, denn hier, in der Stadt, werden die Griechen, das glaubt das zweite Song-Ich, immer fremd und allein (d. h. unter sich) bleiben.

## Veröffentlichung und Erfolg
Das Lied wurde 1974 sowohl als Single als auch auf dem Album Griechischer Wein – Seine neuen Lieder veröffentlicht. Die Single erreichte 1975 in Deutschland und der Schweiz Platz eins, in Österreich war die höchste Platzierung Platz zwei. In Deutschland bekam Jürgens für den Erfolg eine Goldene Schallplatte für 500.000 verkaufte Einheiten von seinem Musiklabel verliehen. Die Singleversion ist 4:03 Minuten lang, auf der B-Seite befindet sich das Stück Gestern war es noch Liebe. Außer auf Deutsch sang Udo Jürgens das Lied auch in einer französischen (À mes amours, 1975), einer griechischen (Phile kerna krassi, 1975) und einer englischen (Come Share the Wine, 1980) Version. Zur Danksagung für das Lied und die Thematisierung der Probleme der Gastarbeiter wurden Udo Jürgens und Michael Kunze vom griechischen Ministerpräsidenten Konstantinos Karamanlis empfangen. Griechischer Wein wurde im Jahr 2020 vom Popkulturmagazin The Gap im Rahmen des AustroTOP-Rankings auf Platz 6 der „100 wichtigsten österreichischen Popsongs“ gewählt.

### Chartplatzierungen
| ChartsChartplatzierungen | Höchstplatzierung | Wochen/ Monate |
| ------------------------ | ----------------- | -------------- |
| Deutschland (GfK)        | 1 (38 Wo.)        | 38 Wo.         |
| Österreich (Ö3)          | 2 (13 Mt.)        | 13 Mt.         |
| Schweiz (IFPI)           | 1 (21 Wo.)        | 21 Wo.         |

| ChartsJahrescharts (1975) | Platzierung |
| ------------------------- | ----------- |
| Deutschland (GfK)         | 2           |
| Österreich (Ö3)           | 1           |
| Schweiz (IFPI)            | 4           |

### Auszeichnungen für Musikverkäufe
| Land/Region        | Auszeichnungen für Musikverkäufe (Land/Region, Auszeichnung, Verkäufe) | Verkäufe |
| ------------------ | ---------------------------------------------------------------------- | -------- |
| Deutschland (BVMI) | Platin                                                                 | 600.000  |
| Österreich (IFPI)  | Gold                                                                   | 50.000   |
| Insgesamt          | 1× Gold · 1× Platin ·                                                  | 650.000  |

## Coverversionen
Der Song wurde oftmals gecovert. Darunter sind fremdsprachige Übertragungen wie ins Englische, Niederländische, Portugiesische, Polnische und Spanische. So sangen Bing Crosby (Come Share the Wine) und Al Martino das Lied mit Erfolg. Die Niederländische Variante von Guus Meeuwis besingt den Schrobbelèr, einen in der Stadt Tilburg beliebten Kräuterlikör.
Die von Paulo Alexandre gesungene portugiesische Fassung huldigt 1977 dem titelgebenden Vinho Verde. José Vélez (Vino Griego) sang das Lied in einer spanischen Version, die auch im südfranzösischen Gebiet bekannt wurde. Als La peña Baiona ist sie die Hymne des Rugby-Vereins von Bayonne (mit einem französischen und einem baskischen Text) und wird bei den verschiedenen Ferias in Südfrankreich gespielt. Griechischer Wein wurde aber auch verschiedentlich parodiert und persifliert. Die wohl erste nicht ernst gemeinte Version, Bottroper Bier, sang Jürgen von Manger 1977. Adam und die Micky’s machten 1988 daraus Kriech ich en Wein, Hape Kerkeling 2000 Griechischer Weihnachtsmann, die Grindcore-Band Excrementory Grindfuckers 2007 Lieblicher Grind und die Mitarbeiter vom Frühstyxradio nahmen eine Version namens Griechisches Bier auf, bei dem die erste Strophe noch dem Original entspricht, bei der aber der Refrain in sächsischem Dialekt gesungen und der Text ab der zweiten Strophe anzüglich wird.
Weitere Coverversionen:
- Heino (1975)
- Joe Harris (Drink rode wijn, 1975)
- José Vélez (Vino Griego, 1976)
- Esko Rahkonen (Sinne ainiaaksi jään, 1976)
- Ricky King (Album Lieder gehen um die Welt, 1982)
- Die Arschkrampen (Griechisches Bier, ca. 1993)
- Dieter Thomas Kuhn (1995/1998)
- Wise Guys (ca. 1997)
- Fusspils 11 (Nebenprojekt von Funker Vogt) (1998)
- Otto Waalkes (Friesischer Wein, 2001)
- Al Martino (Come Share the Wine, 2001)
- Tom Angelripper (2002)
- Stefan Mross (2002, Trompetenversion)
- Die Fantastischen Vier (live, 2003)
- DJ Ostkurve (2005)
- Ulli Martin
- J.B.O. (Fränkisches Bier, 2006)
- Locomondo (2011)
- Christina Stürmer (2014)
- DArtagnan (2020)
- King Size Dick (Kölle am Rhing)
- Die Feisten (Kriech nich da rein)[18]